# Hufters & hofdames
Hufters en hofdames is een Nederlandse film uit 1996 van Eddy Terstall met in de hoofdrollen Marc van Uchelen en Arthur de Boer.
De film is gebaseerd op een eigen scenario van Rolf Engelsma en Eddy Terstall. Terstall financierde de film met behulp van sponsoring. Hij wilde zelf alle creatieve beslissingen nemen na de artistieke en commerciële flop van zijn film Walhalla. Het budget voor de film bedroeg zo'n 40.000 gulden. 
De film werd door de kritiek goed ontvangen. Na de première op het filmfestival van Rotterdam werd de film in Rotterdam al na een week uit de roulatie genomen. In  Amsterdam en Den Haag draaide de film langer en behaalde in de eerste zes weken 12.000 bezoekers. In heel 1997 kwamen er 22.629 bezoekers met een opbrengst van 270.498 gulden. De internationale titel is Bastards & Bridesmaids.

## Verhaal
Dimitri is een onzekere jongen die goed kan schaken. Zelfs blind kan hij zijn tegenstanders nog mat zetten. Maar in het versieren van vrouwen is hij totaal hopeloos. Zijn vriend Maarten noemt hem een 'hofdame', omdat Dimitri de vrouwen als prinsesjes behandelt. Volgens Maarten moet je juist een 'Hufter' zijn, daar vallen vrouwen op. Al tijden probeert Dimitri zijn vriendin Esther te verleiden tot iets meer dan alleen een goed gesprek, maar het wil niet lukken. Dus gaat Dimitri zich gedragen als een 'hufter' en gaat weg bij Elizabeth. Net op dat moment komt Susan letterlijk binnenvallen. Susan is de vriendin van Gino, een echte hufter en vrouwenverslinder. Geen vrouw is veilig voor hem. Maar Gino heeft een probleem, hij zou liever een aardige jongen wil zijn, geen macho, meer een hofdame. Als Susan en Dimitri voor de eerste keer met elkaar naar bed gaan lijkt het of alles verandert in de levens van Dimitri en Gino. 

## Rolverdeling
| Acteur                | Personage        |
| --------------------- | ---------------- |
| Marc van Uchelen      | Dimitri          |
| Arthur de Boer        | Gino             |
| Rifka Lodeizen        | Esther           |
| Nadja Hüpscher        | Susan            |
| Daan Ekkel            | Maarten          |
| Manouk van der Meulen | Esthers moeder   |
| Johanneke van Kooten  | Dimitri's moeder |
| Natasja Loturco       | Floor            |

## Achtergrond
Het verhaal wordt verteld vanuit twee verschillende perspectieven, eerst vanuit Dimitiri en halverwege het verhaal vanuit Gino. Door te spelen met twee verschillende perspectieven krijgt de kijker een goede kijk op de twee verschillende karakters die door de mand vallen als ze proberen een andere houding aan te nemen.

## Productie
Na het floppen van zijn vorige speelfilm had Eddy Terstall even genoeg van producenten die zijn creativiteit inperkten. Door zijn samenwerking met scenarioschrijver Rolf Engelsma kwam hij tot nieuwe inzichten. Hij probeerde wel even om de Nederlandse publieke omroepen te interesseren met het scenario van Hufters en Hofdames, maar na door vijf omroepen te zijn afgewezen gaf hij het op, niemand was geïnteresseerd. Dus nam hij de financiering zelf voor zijn rekening en wist via sponsoring 40.000 gulden bijeen te krijgen. De filmploeg was jong en zag af van betaling, en de acteurs waren vrijwel onbekend (het was niet alleen de eerste filmhoofdrol van Rifka Lodeizen, maar ook van Arthur de Boer en Nadja Hüpscher). Iedereen werkte keihard en binnen zestien dagen nam Terstall de film op in de Amsterdamse Jordaan. Er werden dagen gemaakt van achttien uur zonder dat er ook iemand protesteerde. Toen de film vrijwel af was, kwam er toch extra geld van Concorde film en het Filmfonds en kon er een aantal scènes opnieuw gedraaid worden.

## Muziek
De volgende nummers zijn in de film te horen:
- "Emotions" (Rob Loeffen) - uitgevoerd door Silkscreen
- "Stay" (Rob Loeffen) - uitgevoerd door Silkscreen
- "Don't" (Rob Loeffen) - uitgevoerd door Silkscreen
- "Bad love" (by Rob Loeffen) - uitgevoerd door Silkscreen
- "Makin' love " (Femke de Brouwer/ Dick Baggerman) - uitgevoerd door Madame Domo
- "Madama Domo" (Femke de Brouwer/ Dick Baggerman) - uitgevoerd door Madame Domo
- "Seagull" (Franklin van Doesburg/Frank Dorst /Irene Annink/Dick Baggerman - uitgevoerd door Madame Domo

## Prijzen en nominaties
Op het Nederlands Film Festival in Utrecht werd Marc van Uchelen genomineerd voor een Gouden Kalf voor beste acteur.